# Banalyse

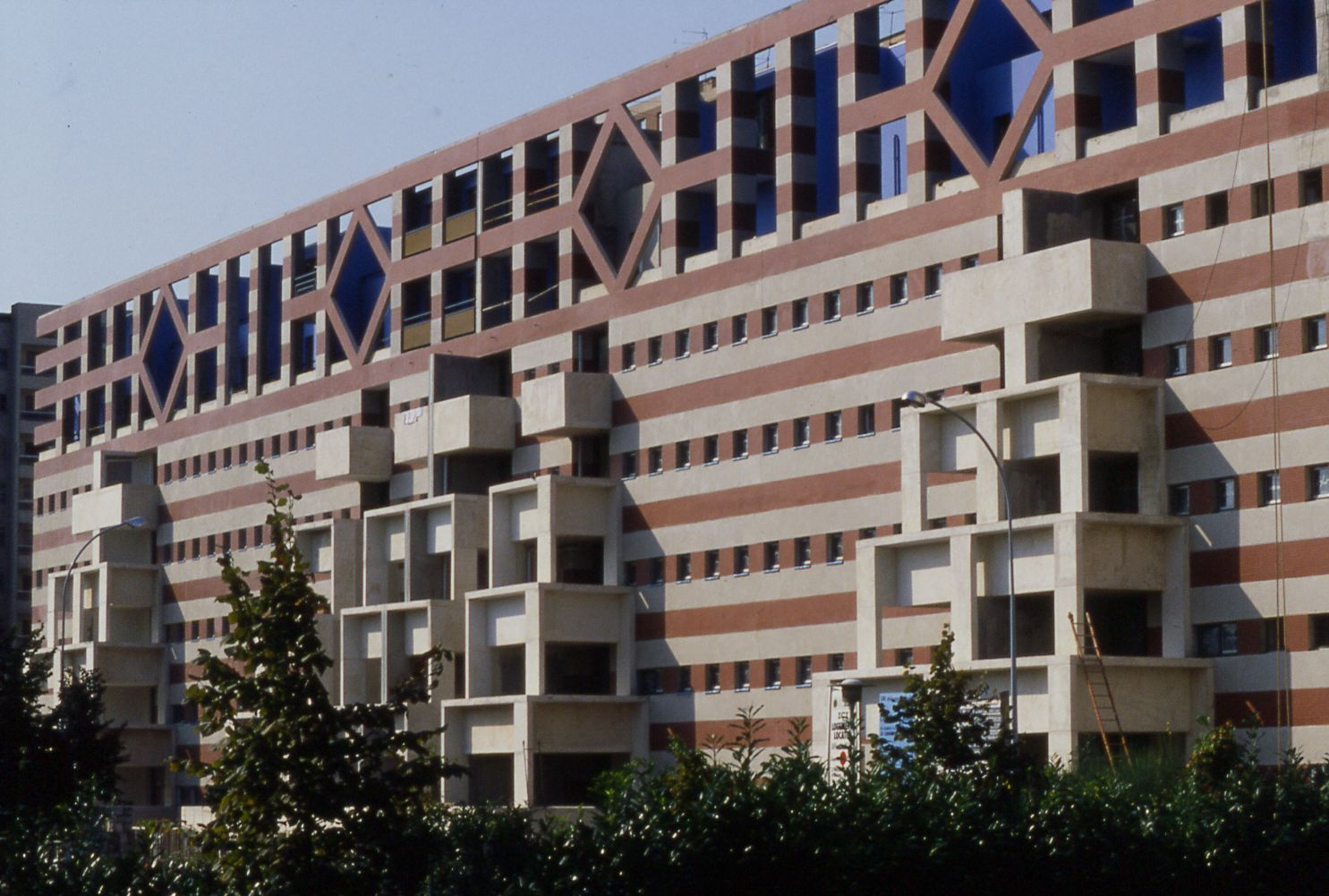
Postmodernes Wohngebäude La Cour d’Angle von 1982 in Saint-Denis bei Paris

Banalyse (Kofferwort aus banal und Analyse, ursprünglich Banalistik genannt) ist eine phänomenologische Teilwissenschaft der Geo-Soziologie, die 1977 von dem Schriftsteller und Kunstkritiker Jean-Philippe Domecq (* 1949) geprägt wurde, um die Banalität bestimmter durch Menschenhand geschaffener Räume zu beschreiben. Ab 1982 inszenierten Pierre Bazantay und Yves Helias mit dem Congrès ordinaire de Fades – wenig später mit Congrès ordinaire de banalyse (etwa: „Ordentliche Versammlung zur Analyse des Banalen“) bezeichnet – zehn Jahre lang eine Veranstaltung, um dieses Phänomen zu untersuchen.

## Ursprünge
Die Banalyse hat sich aus der Psychogeografie um Guy Debord und Ivan Chtcheglov der späten 1950er Jahre entwickelt, die zu dieser Zeit noch ganz andere urbane Gegebenheiten vorfanden. 1978 befand Debord, dass „Paris nicht mehr existiere“. Er kritisierte damit das Verschwinden des lebendigen, sozialen Lebensgefüges und die Durchdringung dieses Gefüges durch Touristen, für die ganze Stadtviertel „aufgemotzt“ oder „eingefroren“ würden, was die Bewohner selbst zu Touristen werden lasse. Patrick Marcolini schrieb dazu 2017:

« Prétendre faire des dérives dans les villes contemporaines comme on pouvait en faire il y a 60 ans dans le Paris ou Londres de l’époque ne serait qu’une sinistre plaisanterie – dont ne s’abstiennent pas, malheureusement, un certain nombre d’artistes et autres animateurs culturels. »

„Die Vorstellung, in den heutigen Städten Auswüchse zu veranstalten wie vor 60 Jahren im damaligen Paris oder London, wäre ein übler Scherz – ein Scherz, der leider von vielen Künstlern und anderen Kulturschaffenden nicht unterlassen wird.“

Daraus schließt er, dass die Psychogeografie schon damals hätte für tot erklärt werden müssen, weil versucht worden wäre, mit ihrer Abwesenheit „neue Techniken zur Erforschung des städtischen – oder eher post-urbanen – Alltags unter den neuen Bedingungen der kapitalistischen Postmoderne“ zu geben. Diese Unzulänglichkeit, die am besten durch ihre Langeweile charakterisiert werden könne, nannte Domecq 1977 Banalistique. Er wollte damit eine starke Konfrontation mit der Banalität bestimmter Örtlichkeiten aufzeigen. Darüber hinaus wäre sie aber auch eine Art „Lebensstil“, die „paradoxerweise durch das Fehlen von Stil gekennzeichnet“ sei.

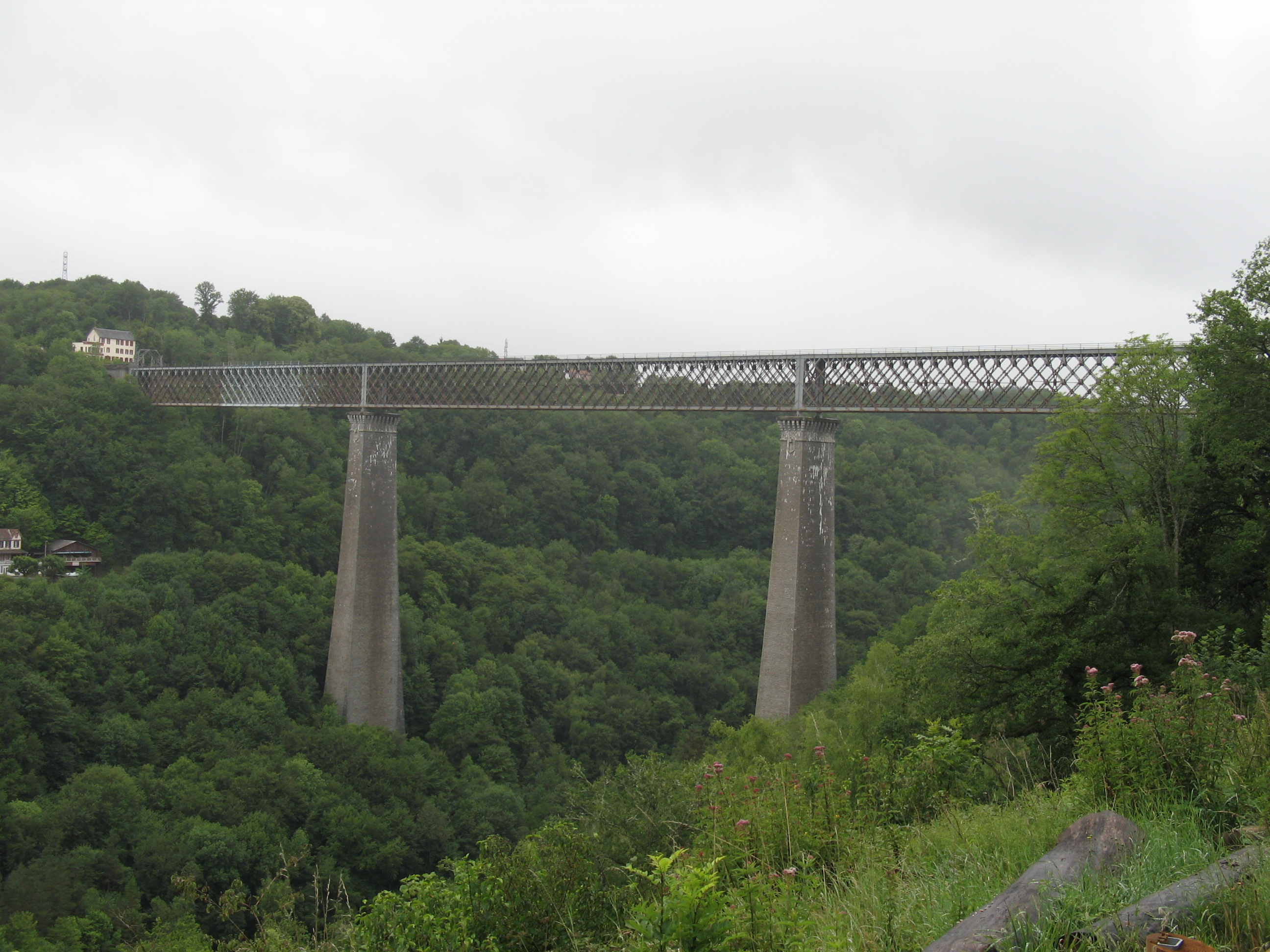
Viaduc des Fades mit Bahnhofshotel links oben.

## Jahrzehnt der Kongresse
1982 traten Pierre Bazantay und Yves Helias auf den Plan. Helias hatte bereits 1977 ein Essai mit dem Titel Les monuments aux morts geschrieben, das mehrfach rezipiert wurde. Pierre Bazantay, Professor für französische Literatur an der Universität Rennes 2, und Helias führten die Erfahrungen und Zuschreibungen von Domecq fort, indem sie begannen, eine Publikationsreihe namens Cahiers de Banalyse herauszugeben und einen Kongress zu diesem Thema durchzuführen. In der zweiten Ausgabe der Cahiers de Banalyse berichteten sie darüber: Vom 19. bis 22. Juni 1982 mieteten sie sich in dem Hotel am Bahnhof von Les Fades, heute Gîtes du Viaduc des Fades, ein und über die Jahre veränderten sie den Termin des dritten Juni-Wochenendes nicht.
Sie luden eine Reihe von Personen ein, von denen jedoch niemand erschien. Dazu formulierten sie im Einladungstext: „Wir haben die noch ziemlich verwirrende geistige Unruhe, die durch dieses unvernünftige, aber anspruchsvolle Experimentieren mit einer uninteressanten, aber problematischen Realität hervorgerufen wird, und dieses ‚Banalyse‘ genannt. Wir sollten uns jedoch nicht vorstellen, dass dieser Begriff irgendeinen Wissensinhalt abdeckt: Ein Banalist ist derjenige, der vom Fades-Kongress gehört hat und stark versucht war, dorthin zu kommen.“ Tatsächlich geschah dort nichts. Sie machten lediglich Beobachtungen zu den wenigen ein- und aussteigenden Reisenden am Bahnhof und nannten dies „Kampagne zur Beobachtung des Alltäglichen“.
Die Kulisse war dafür hervorragend geeignet und veränderte sich über die zehn Jahre, in denen dort getagt wurde, nicht. Der fakultative Bahnhaltepunkt mit dem bezeichnenden Namen „Les Fades“ lag im tiefsten Frankreich an der Bahnstrecke Lapeyrouse–Volvic. Von der Terrasse des Hotels hatte man einen fantastischen Ausblick auf das Tal der Sioule und den schnurgerade darüber verlaufenden Viaduc des Fades, über dessen gesamte Länge man die Züge kommen und fahren sehen konnte. Die Strecke ist seit Dezember 2007 stillgelegt.
Zu den Eingeladenen gehörten neben einigen Freunden Geisteskapazitäten der Kunst, der Literatur oder des Denkens. Auf der Gästeliste des ersten Jahres standen beispielsweise Michel Foucault oder Henri Michaux und die beiden Gastgeber verbrachten die Tage damit, auf ihre Gäste zu warten. So wurde das Warten für die Organisatoren das eigentliche Thema des Kongresses.
Im zweiten Jahr wurden etwa 50 Prominente eingeladen, von denen wiederum niemand erschien. 1984, im dritten Jahr dieser Veranstaltung, berichtete die Zeitung L’Express vorab von dem Kongress und tatsächlich erschien eine Handvoll von Personen, die den Organisatoren unbekannt waren. Nun kamen also tatsächlich einige Gäste, was aber am Programm des Kongresses nichts änderte – und alle warteten, sobald die weiteren angekommen waren, zusammen. „Sehr schnell wurde der Inhalt des Banalyse-Kongresses auf das Wesentliche reduziert, nämlich auf die Tatsache, dass man da war.“
Der letzte der „Ordentlichen Banalyse-Kongresse“ fand 1991 statt, nachdem die Selbstauflösung des Kollektivs im zehnten Jahr seines Bestehens von Anfang an beschlossen worden war. Diese erste Epoche wird im Nachhinein als „Erste Kampagne von Banalyse“ bezeichnet. 1986 erfolgte die Gründung des BIB, des „Bureau des inspections banalytiques,“ das unter anderem von Yves Helias und Michel Guet geleitet wurde. In diesem Rahmen wurden mehrere Broschüren veröffentlicht, die die Untersuchung des Banalen fortsetzten, aber auf einem anderen, politischeren Gebiet: dem der kommerziellen Banalisierung, eines Prozesses, den Guy Debord in La Société du spectacle aufgezeigt hatte.

## Kritik
Marcolini konstatiert, dass die Bewegung am Ende der 1990er Jahre in eine allgemeine Gesellschaftskritik übergehe, die sie selbst zuvor so deutlich nicht geäußert hatte. Er wirft ihr einen „Dandysme à plat“ vor, eine Kritik, die auch schon von Jean-Philippe Domecq geäußert wurde. In diesen Jahren publizierte Bücher zeugen davon, wurden aber von der Öffentlichkeit zu wenig wahrgenommen. Michel Guet und Yves Helias nennen mehrere drastische Beispiele im Feld des Brutalismus, die deutlich Analogien zu Serienverbrechen aufzeigen. Darüber hinaus kritisieren sie die Unterschutzstellung als MDH (Monument Déjà Historique), das eine Musealisierung antizipiere.
Der Banalyse ist zugutezuhalten, so Marcolini, dass sie auf das Phänomen aufmerksam gemacht habe. Er stellt die Frage, ob die Banalyse trotz des amüsierten Vergnügens, das sie bereite, letztlich nicht solidarisch mit der Gesellschaft sei, die sie stören wolle, oder gar nur vorgebe, sie anzuprangern. Es sei aber zu fragen, ob durch die Wahl der Mittel nicht eine Lächerlichkeit evoziert worden sei, die der Idee abträglich gewesen wäre:

« Si l’ennui ne fait l’objet d’aucune pensée critique, il n’est pas absent de la pensée. L’ennui est une forme du mal absolu. Rien ne saurait justifier une attirance même passagère pour l’ennui. Socialement, tous les risques peuvent être pris, sauf un, celui d’ennuyer. La zone interdite, le no man’s land de la pensée, figures qui sont celles de l’ennui, en font un interdit majeur. En ce sens l’ennui nous intéresse. »

„Wenngleich die Langeweile nicht Gegenstand eines kritischen Denkens ist, so ist sie doch im Denken nicht abwesend. Langeweile ist eine Form des absoluten Bösen. Es gibt keine Rechtfertigung für eine auch nur vorübergehende Anziehung zur Langeweile. Gesellschaftlich können alle Risiken eingegangen werden, außer einem: dem Risiko, sich zu langweilen. Das Sperrgebiet, das Niemandsland des Denkens, Figuren, die die der Langeweile sind, machen sie zu einem Hauptverbot. In diesem Sinne ist die Langeweile für uns von Interesse.“